# Großriedenthal
Großriedenthal – gmina w Austrii, w kraju związkowym Dolna Austria, w powiecie Tulln. Według Austriackiego Urzędu Statystycznego liczyła 941 mieszkańców (1 stycznia 2014).